# Ли—Енфилд
Ли Енфилд (енгл. Lee Enfield) је била британска пушка репетирка калибра .303 и која се у војсци Уједињеног Краљевства користила од 1895. па све до 1950-их док се у другим деловима света задржала све до данас.
Пушка Ли Енфилд је била главно оружје британских војника током првог и Другог светског рата. Током ратова, пушка Ли Енфилд је постала симбол брзине, али због скупе производње није заживела у другим земљама.

## Историја
Пушка Ли Енфилд је настала побољшањем нешто старије пушке Ли Метфорд која је механички била слична јер је била комбинација затварача који је дизајнирао Џејмс Парис Ли и цев пушке коју је направио Вилијам Елис Метфорд. Током 1880-их Џејмс Ли је био заинтересован за пушке које је правио аустријски конструктор Фердинанд Манлихер. У то време то су биле најнапредније пушке, а какве Британска империја није имала. Након тога Ли дизајнира свој систем који ће му донети славу. Предност његовог затварача је у томе што је ручица за разлику од других била одвојена од унутрашњости, закривљена и лакша за репетирање. Највећа предност у то време је што је Џејмс Ли на своју пушку увео магацин који се могао пунити лако, одозго или убацивањем клипа од по пет метака. 
Пушка Ли Енфилд је имала капацитет од 10 метака и стекла је статус најбрже војничке пушке на свету, увежбан војник је без проблема могао у мету испалити 20 до 30 метака, а рекорд је поставио британски инструктор водник Сноксал који је 1914. за 60 секунди испуцао 38 метака у мету удаљену 270 метара и широку 300 милиметара. Током Првог светског рата немачки војници су извештавали да су одбијени митраљеском ватром непријатеља међутим често су то били по неколико укопаних и добро увежбаних британских војника само са пушкама Ли Енфилд.
Вијетконг је копирао пушку Ли Енфилд Мк4 током Вијетнамског рата.

## Ратна употреба
Први примерци пушке Ли Енфилд се нису баш прославили током Бурског рата пре свега због лошег резултата првобитне муниције и ниског морала британских војника док су Бури били наоружани Маузерима калибра 7x57mm и жестоко се борили.
Пушка Ли Енфилд је била главно оружје британских војника и њихових колонијалних трупа током Првог светског рата где се показала као веома пристојно оружје, међутим једини недостатак ових пушака током рата је била лоша избалансираност. Током Другог светског рата британски војници су такође били наоружани пушкама Ли Енфилд. У почетку су углавном користили старију верзију, а након 1941. британске трупе претежно у Европи добијају нови Ли Енфилд но.4 мк.1 док трупе у северној Африци и на Далеком истоку су и даље углавном биле наоружане старијим моделом. Такође током Другог светског рата британска војска је добила и скраћену верзију познату као „Jungle Carbine”. 
Током Другог светског рата британци су испоручивали пушке Ли Енфилд својим савезницима и покретима отпора у Европи, тако су партизани и Четници у Југославији добили десетак хиљада ових пушака током 1944. Поједине јединице на Сремском фронту су биле у потпуности наоружане британским пушкама. Након рата ове пушке се нису задржале већ их је нова комунистичка власт испоручила у Грчку побуњеницима команданта Маркоса. Грчка је током рата са Италијом добила одређену количину ових пушака из Британије као вид војне помоћи. Током рата Грчка војска у емиграцији је користила ове пушке, као и Грчки покрет отпора који их је добијао у пакетима из савезничких авиона, а након рата и повратка у отаџбину, пушке Ли Енфилд су постале службено оружје Грчке војске и користиле се све док нису замењене пушкама М1 Гаранд. 
Током Индијско-пакистанског сукоба, обе стране су користиле пушке Ли Енфилд, а током 1960-их Индија је производила пушке Ли Енфилд у калибру 7.62x51mm које су биле намењене резервном саставу, а данас се углавном користе од стране Индијске полиције у руралним областима. Ли Енфилд се данас углавном користи као пушка за лов то пре свега у Индији, Пакистану и Авганистану где се ова пушка масовније користила 1980-их током совјетског рата у Авганистану.